# Сант'Елмо (Каљари)
Сант'Елмо је насеље у Италији у округу Каљари, региону Сардинија.
Према процени из 2011. у насељу је живело 6 становника. Насеље се налази на надморској висини од 28 м.